# Convento de los Carmelitas Calzados (Sanlúcar de Barrameda)
El Convento de religiosos de la observancia de Nuestra Señora del Carmen de Sanlúcar de Barrameda, comúnmente llamado Convento de los Carmelitas Calzados, fue un convento católico de frailes carmelitas situado en el municipio español de Sanlúcar de Barrameda, en la andaluza provincia de Cádiz. El lugar donde estaba forma parte del Conjunto histórico-artístico y de la Ciudad-convento de Sanlúcar de Barrameda.
En 1640 la comunidad tenía intención de instalarse en Sanlúcar, pero en contra del cabildo, que suplicó al IX duque de Medina Sidonia que no diera licencia para nuevas fundaciones religiosas en la ciudad, que ya eran demasiadas. Sin embargo en 1641 el citado duque, devoto de la Virgen del Carmen, consiguió licencia eclesiástica, con lo que la comunidad se instaló en la Ermita de San Sebastián, bajo el nombre de Convento de la Purísima Concepción de María, teniendo como referencia la observancia del Convento de los Carmelitas de San Juan del Puerto y el Colegio de San Alberto de Sevilla. Al mes siguiente, los frailes se trasladaron a unas casa en el Carril Nuevo, al pie de La Barranca. En 1642, ampliaron su propiedad hasta la esquina de la calle Alcoba y labraron una amplia iglesia. La Cofradía de Nuestra Señora del Carmen tiene la misma antigüedad que la comunidad.
En 1699, habiendo adquirido las casa de Felipe Manuel de Ávila Ponce de León, la comunidad se trasladó secretamente a la calle Ancha, conducta que irritó al Cabildo, que quería que allí se ubicara el Convento de la Compañía, y a los conventos de la Victoria y de Santo Domingo, que consideraban que la nueva residencia de la comunidad estaba en su territorio, y por tanto iniciaron pleito contra los carmelitas que ganaron estos últimos; finalmente en 1700 hicieron solemne procesión, haciendo oficial el traslado y cambiando la advocación original por la de Convento de la Orden de Nuestra Señora del Carmen Calzado
La nueva iglesia era pequeña, baja y estrecha, de tres naves, con imágenes de San Elías, San Antonio de Padua y Nuestra Señora del Carmen, cuyo altar en la nave derecha servía de sagrario. La comunidad tenía veinte religiosos. El convento fue desamortizado y en la actualidad no existe. Existe en Sanlúcar una calle llamada Carmen Viejo, en recuerdo de la ubicación de este convento antes de su traslado a la calle Ancha.